# 슐리렌 사진술

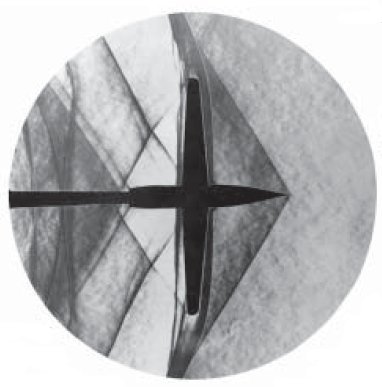

슐리렌 사진술(Schlieren photography), 슐리렌 사진법, 슐리렌 현상은 유체 흐름을 촬영하는 과정이다. 1864년 독일 물리학자 아우구스트 토플러(August Toepler)가 초음속 운동을 연구하기 위해 발명한 이 장치는 항공 공학에서 물체 주위의 공기 흐름을 사진으로 찍는 데 널리 사용된다.